# Irving Saladino
Irving Jahir Saladino Aranda (ur. 23 stycznia 1983 w Colón) – panamski lekkoatleta specjalizujący się w skoku w dal. Mistrz olimpijski z Pekinu oraz uczestnik igrzysk olimpijskich w Atenach i Londynie, mistrz świata i halowy wicemistrz świata, złoty medalista igrzysk panamerykańskich oraz Ameryki Środkowej i Karaibów, złoty medalista mistrzostw ibero-amerykańskich i dwukrotny medalista mistrzostw Ameryki Południowej. Obecny rekordzista Ameryki Południowej w skoku w dal.

## Przebieg kariery
W 2002 roku wywalczył brązowy medal mistrzostw Ameryki Środkowej i Karaibów do lat 20, niedługo później wziął udział w mistrzostwach świata juniorów, w trakcie których nie zakwalifikował się do finału. W 2003 roku został brązowym medalistą mistrzostw Ameryki Południowej, rok później zaś zdobył złoty medal południowoamerykańskiego czempionatu do lat 23. Na igrzyskach olimpijskich w Atenach odpadł w eliminacjach, uzyskując w tej fazie zmagań wynik 7,42 m. W grupie zajął 18. miejsce (wyprzedzając tylko Abdula Rahmana Al-Nubiego oraz Ołeksija Łukaszewycza, który ostatecznie nie wystartował), natomiast w gronie wszystkich skoczków uplasował się na 36. miejscu.
W 2005 roku wystąpił na seniorskich mistrzostwach świata, podczas których zajął w finale 6. miejsce. Na rozgrywanych w Moskwie halowych mistrzostwach globu otrzymał tytuł wicemistrzowski. Brał udział w Golden League 2006, w ramach którego zwyciężył w pięciu z sześciu mityngów i tym samym wygrał 83 333 dolarów. W następnych parunastu miesiącach swej kariery zdobywał po kolei złote medale igrzysk Ameryki Środkowej i Karaibów, igrzysk panamerykańskich oraz mistrzostw świata. Na rozgrywanych w Pekinie igrzyskach olimpijskich również sięgnął po złoty medal. W eliminacjach uzyskał wynik 8,01 m (z nim zajął 4. miejsce w grupie i 9. miejsce w gronie wszystkich zgłoszonych do konkursu lekkoatletów), w finale zaś osiągnął w najlepszej próbie rezultat 8,34 m.
Po tych igrzyskach panamski sportowiec radził sobie na arenie międzynarodowej znacznie słabiej. W czasie mistrzostw świata w Berlinie nie zaliczył żadnej wysokości w fazie finałowej zmagań. Na eliminacjach zaś kończył swe występy w czasie halowych mistrzostw świata w Dosze oraz światowego czempionatu w Daegu. Podczas igrzysk olimpijskich w Londynie spalił w fazie eliminacji wszystkie trzy próby, jak również był chorążym reprezentacji swego kraju na ceremonii otwarcia igrzysk.
W 2014 roku otrzymał złoty medal igrzysk Ameryki Południowej, ostatni w karierze krążek zdobyty na międzynarodowej imprezie lekkoatletycznej. 7 sierpnia 2014 roku oficjalnie ogłosił zakończenie kariery sportowej.

## Osiągnięcia
| Rok     | Zawody                                            | Miasto              | Miejsce | Wynik |
| ------- | ------------------------------------------------- | ------------------- | ------- | ----- |
| 2002    | Mistrzostwa Ameryki Środkowej i Karaibów juniorów | Bridgetown          | brąz    | 7,39  |
| 2002    | Mistrzostwa świata juniorów                       | Kingston            | 10. H   | 7,30  |
| 2003    | Mistrzostwa Ameryki Południowej                   | Barquisimeto        | brąz    | 7,46  |
| 2004    | Młodzieżowe mistrzostwa Ameryki Południowej       | Barquisimeto        | złoto   | 7,74  |
| 2004    | Igrzyska olimpijskie                              | Ateny               | 18. H   | 7,42  |
| 2005    | Mistrzostwa świata                                | Helsinki            | 6.      | 8,20  |
| 2006    | Halowe mistrzostwa świata                         | Moskwa              | srebro  | 8,29  |
| 2006    | Mistrzostwa ibero-amerykańskie                    | Ponce               | złoto   | 8,42  |
| 2006    | Igrzyska Ameryki Środkowej i Karaibów             | Cartagena de Indias | złoto   | 8,29  |
| 2006    | Światowy Finał IAAF                               | Stuttgart           | złoto   | 8,41  |
| 2006    | Puchar Świata                                     | Ateny               | złoto   | 8,26  |
| 2007    | Igrzyska panamerykańskie                          | Rio de Janeiro      | złoto   | 8,28  |
| 2007    | Mistrzostwa świata                                | Osaka               | złoto   | 8,57  |
| 2008    | Igrzyska olimpijskie                              | Pekin               | złoto   | 8,34  |
| 2009    | Mistrzostwa świata                                | Berlin              | NM      | N/A   |
| 2010    | Halowe mistrzostwa świata                         | Doha                | 6. H    | 7,80  |
| 2010    | Igrzyska Ameryki Środkowej                        | Panama              | złoto   | 8,19  |
| 2011    | Mistrzostwa świata                                | Daegu               | 11. H   | 7,84  |
| 2012    | Igrzyska olimpijskie                              | Londyn              | NM H    | N/A   |
| 2013    | Igrzyska Ameryki Środkowej                        | San José            | złoto   | 7,99  |
| 2013    | Mistrzostwa Ameryki Południowej                   | Cartagena de Indias | brąz    | 7,94  |
| 2014    | Halowe mistrzostwa świata                         | Sopot               | 11. H   | 7,94  |
| 2014    | Igrzyska Ameryki Południowej                      | Santiago            | złoto   | 8,16  |
| Źródło: |                                                   |                     |         |       |

## Rekordy życiowe
Rekord życiowy zawodnika to 8,73 m i został on ustanowiony 24 maja 2008 roku podczas zawodów w holenderskim Hengelo. Jest to także obecny rekord Ameryki Południowej w skoku w dal.